# Джак Чокър
Джак Лоуренс Чокър (на английски: Jack Laurence Chalker) е американски писател на научна фантастика.

## Биография и творчество
Роден е в Балтимор, щат Мериленд, и завършва Университета „Джонс Хопкинс“. По-късно получава две академични степени – по история и английски език. През следващите години се занимава предимно с преподавателска дейност. Води множество занятия по литература и история в различни колежи и университети, както и лекции, специализирани в научната фантастика. Джак Чокър служи във Виетнам.
Работи също като печатар и издател на книги и списания. През ранните си години работи като журналист в различни списания, основно на музикална и компютърна тематика, а по-късно се занимава и с редакторска работа в подобен род издания. Джак Чокър е основател на издателство „The Mirage Press, Ltd.“ и се е занимавал с издаване и търговия с книги.
Още от ранните си години Джак Чокър е почитател на научната фантастика, а по-късно се занимава и с издаването на книги свързани с този жанр. Неговото собствено издателство се занимава не с издаването на научнофантастична литература, а на критика и други такива книги.
Дебютът му в литературата като писател е през 1976 г., когато излиза романът му „A Jungle of Stars“, който бързо става популярен в средите на читателите на научна фантастика. През следващите години и особено през последните години на кариерата си той става популярен със своите произведения в жанр „твърда“ научна фантастика и фентъзи. Характерно за неговите произведения е, че той отделя място в своите творби и за философски теми.

## Произведения

### Самостоятелни романи
- A Jungle of Stars (1976)
- The Web of the Chozen (1978)
- Dancers in the Afterglow (1978)
- A War of Shadows (1979)
- And the Devil Will Drag You Under (1979)
- The Devil's Voyage (1981)
- The Identity Matrix (1982)
- Downtiming the Night Side (1985)
- The Messiah Choice (1985)
- The Red Tape War (1991) – с Джордж Ефинджър и Майк Резник
- Priam's Lens (1999)
- The Moreau Factor (2000)

### Серия „Кладенецът на душите“ (Well of Souls)
1. Midnight at the Well of Souls (1977)
2. Exiles at the Well of Souls (1978)
3. Quest for the Well of Souls (1978)
4. The Return of Nathan Brazil (1979)
5. Twilight at the Well of Souls (1980)
6. The Sea Is Full of Stars (1999)
7. Ghost of the Well of Souls (2000)

### Серия „Диаманта на Уордън“ (Four Lords of the Diamond)
1. Lilith (1981)
Лилит: Змия в тревата, изд. „Аргус“ (1997), прев. Владимир Зарков
2. Cerberus (1981)
Цербер: Вълк в кошарата, изд. „Аргус“ (1998), прев. Владимир Зарков
3. Charon (1982)
Харон: Дракон на прага, изд. „Аргус“ (1998), прев. Владимир Зарков
4. Medusa (1983)
Медуза: Мръвка за тигъра, изд. „Аргус“ (1999), прев. Владимир Зарков